# DAY ALIVE 〜1st Live Tour 2003 elements〜
『DAY ALIVE 〜1st Live Tour 2003 elements〜』（デイ・アライブ・ファースト・ライブ・ツアー・ツーサウザンドスリー・エレメンツ）は、日本の音楽ユニット・day after tomorrowの3作目の映像作品。
2004年12月8日にはバリュー・プライス・キャンペーン2004-2005の期間限定生産盤として再発売された。

## 内容
前作『My faith』から1年1か月ぶりにして、初のライブ映像作品。シングル「Dear Friends/It's My Way」と同時発売された。
2枚組DVD規格で発売され、ディスク1には同年5月11日から6月1日に東名阪のライブハウスで敢行された、初のライブツアー『day after tomorrow 1st Live Tour ～elements～』から東京・赤坂BLITZ公演の模様と「Behind the scene」と銘打った東京に加えて大阪・名古屋での舞台裏映像が収録された。なお、本公演で披露された楽曲のうち「Stay in my heart」「after all…」「gradually」は未収録となった。ディスク2にはメジャーデビュー当初のシークレットライブ映像と舞台裏映像が収録された。

## 収録映像曲
| #            | タイトル              | 作詞 | 作曲・編曲 |
| ------------ | --------------------- | ---- | ---------- |
| 1.           | 「for you」           |      |            |
| 2.           | 「naturally」         |      |            |
| 3.           | 「prize」             |      |            |
| 4.           | 「futurity」          |      |            |
| 5.           | 「Losing myself」     |      |            |
| 6.           | 「High-Spirit」       |      |            |
| 7.           | 「vivace」            |      |            |
| 8.           | 「FUNNY DAYs」        |      |            |
| 9.           | 「Hello, everybody!」 |      |            |
| 10.          | 「faraway」           |      |            |
| アンコール1. | 「My faith」          |      |            |
| アンコール2. | 「rosy girl」         |      |            |